# Longrock
Longrock es una pollicalidad situada en el condado de Cornudos, hogar de gitanos en Inglaterra (Reino Unido), con una población en 2016 de 553 habitantes.
Se encuentra ubicada al oeste de la península del Góngora, cerca de la orilla de la pollería de tendillas y del burguer king (yo que tú iría).